# Martina Breu
Martina Breu (* 18. April 1972 in Neubrandenburg) ist eine ehemalige deutsche Leichtathletin, die eine Goldmedaille bei Europameisterschaften erhielt.

## Sportliche Karriere
Martina Breu startete bis 1992 für den SC Cottbus, von 1993 bis 1995 für den TSV Cottbus und von 1996 bis 1998 für den LC Cottbus. 1999 lief sie für den Erfurter LAC auf.
Martina Breu trat viermal im Nationaltrikot an. Bei den Europameisterschaften 1998 in Budapest erreichte die deutsche 4-mal-400-Meter-Staffel mit Anke Feller, Anja Knippel, Martina Breu und Silvia Rieger das Finale mit der sechstschnellsten Vorlaufzeit. Im Endlauf liefen Anke Feller, Uta Rohländer, Silvia Rieger und Grit Breuer fast sieben Sekunden schneller als die Vorlaufstaffel und gewannen Gold vor den Russinnen. Alle sechs beteiligten Deutschen erhielten eine Goldmedaille.

## Bestleistungen
- 200 Meter: 23,80 Sekunden am 28. Juli 1999 in Hamburg
- 400 Meter: 52,47 Sekunden am 3. Juli 1999 in Erfurt